# Frozen River
Pour plus de détails, voir Fiche technique et Distribution.
Frozen River (litt. « rivière gelée ») est un film américain écrit et réalisé par Courtney Hunt, sorti en 2008.

## Synopsis
Une petite ville américaine à la frontière du Canada.
Ray peut enfin offrir à sa famille la maison de ses rêves et bientôt quitter leur préfabriqué. Mais quand son mari, joueur invétéré, disparaît avec leurs économies, elle se retrouve seule avec ses deux fils, sans plus aucune ressource.
Alors qu'elle essaie de retrouver la trace de son mari, elle rencontre Lila, jeune mère célibataire d'origine Mohawks, qui lui propose un moyen de gagner rapidement de l'argent : faire passer illégalement aux États-Unis des immigrés clandestins, à travers le fleuve Saint-Laurent gelé, situé dans la réserve indienne.
Ayant cruellement besoin d'argent à la veille des fêtes de Noël, Ray accepte de faire équipe avec Lila.
Pourtant, les risques sont élevés, car la police surveille les allées et venues, et la glace peut céder. Après plusieurs trajets réalisés avec succès, le dernier prévu échoue. La police les repère, elles arrivent à s'enfuir dans la réserve. Mais la réserve est encerclée, et la police veut qu'au moins une trafiquante se rende avec les deux immigrées. Ray, ayant un casier judiciaire vide décide d'elle-même de se sacrifier. Grâce à l'argent amassé, la maison peut être livrée. Lila va alors vivre avec son fils et les enfants de Ray dans la nouvelle maison, pendant que Ray purge sa peine de prison.

## Fiche technique
- Titre : Frozen River
- Réalisation : Courtney Hunt
- Scénario : Courtney Hunt
- Pays d'origine :  États-Unis
- Genre : drame
- Durée : 97 minutes
- Dates de sortie :
  -  États-Unis : 18 janvier 2008 (Sundance Film Festival)
  -  États-Unis : 1er août 2008 (sortie limitée)
  -  France : 7 janvier 2009
  -  Belgique : 15 avril 2009

## Distribution
- Melissa Leo (VF : Odile Schmitt) : Ray Eddy
- Misty Upham : Lila Littlewolf
- Charlie McDermott : Troy J. « TJ » Eddy
- Michael O'Keefe : State Trooper Finnerty
- James Reilly : Ricky Eddy
- Mark Boone Junior : Jacques Bruno
- Dylan Carusona : Jimmy
- Jay Klaitz : Guy Versailles
- Michael Sky : Billy Three Rivers
- John Canoe : Bernie Littlewolf
- Rajesh Bose : le père pakistanais
- Gargi Shinde : la mère pakistanaise

## Récompenses
- Grand prix du jury (fiction) au Festival du film de Sundance.
- Grand prix au Festival international du film de Stockholm 2008
- Nomination meilleure actrice pour Melissa Leo aux Oscars 2009.
- Meilleure actrice pour Melissa Leo au Festival de San Sebastian
- Prix Humanum 2009 de l'UPCB / UBFP - Union de la presse cinématographique belge